# Phleum echinatum
Phleum echinatum är en gräsart som beskrevs av Nicolaus Thomas Host. Phleum echinatum ingår i släktet timotejer, och familjen gräs. Inga underarter finns listade i Catalogue of Life.